# Phil Hogan
Phil Hogan (født 4. juli 1960) er en irsk politiker fra partiet Fine Gael. Han var EU-kommissær fra 2014 til 2020, først som kommissær for landbrug og landdistriktsudvikling i Juncker-kommissionen og fra 2019 til 2020 kommissær for handel i von der Leyen-kommissionen. Tidligere havde han været irsk minister for miljø, samfund og lokalstyre fra 2011 til 2014 og kortvarigt juniorminister i finansministeriet med ansvar for offentlige arbejder fra december 1994 til februar 1995.

## Opvækst og uddannelse
Hogan blev født i Kilkenny i 1960 og voksede op på en gård i nærheden af landsbyen Tullaroan. Han har en bachelorgrad i økonomi og geografi fra University College Cork i Cork og en læreruddannelse fra universitet. Han bestyrede derefter sin families gård fra 1981-1983.

## Politisk karriere
Han blev medlem af lokalstyret i Kilkenny County som 22-årig og dets borgmester som 25-årig som den yngste i Irland.
Han var medlem af Seanad Éireann, overhuset i Irlands parlament fra 1987 til 1989, og i 1989 blev han valgt til parlamentets underhus, Dáil Éireann. Han var juniorminister i finansministeriet med ansvar for offentlige arbejder fra december 1994 til februar 1995 under premierminister John Bruton. Han måtte gå af efter 2 måneder fordi en af hans medarbejdere havde lækket budgetoplysninger til en avis. Han var gruppeformand for Fine Gaels parlamentgeruppe mellem 1995 og 2001. Han blev minister for miljø, samfund og lokalstyre i Enda Kennys regering fra 2011 til 2014.
10. september 2014 blev Hogan nomineret af Jean-Claude Juncker til at blive EU-kommissær for landbrug og udvikling af landdistrikter og startede på posten 1. movember.
Han blev nomineret til EU-kommissær for handel af den næste kommissionsformand Ursula von der Leyen og blev godkendt af EU-Parlamentet 30. september 2019. Han tiltrådte på posten 1. december en måned senere end planlagt.
Hogan gik af som EU-kommissær 26. august 2020 efter "GolfGate"-sagen hvor han blev kritiseret i Irland for den 19. august at have deltaget i en middag for over 80 personer i en irsk golfklub. Arrangementet var muligvis i strid med Irlands covid-19-restriktioner. Hogan sagde, at han ikke havde overtrådt nogen lov, men at han "burde have været mere omhyggelig" med at overholde Covid-retningslinjerne.